# 涙香 (小惑星)
涙香(4101 Ruikou)は、1988年2月8日に関勉が高知県芸西村の芸西観測所で発見した小惑星である。黒岩涙香にちなんで命名された。